# Jorge IV de Georgia
Jorge IV de Georgia (en georgiano: ლაშა გიორგი, Lasha Guiorgui, Tabajmela, 1191/4-Bagaran, 1223), de la dinastía Bagrationi, fue el décimo rey de Georgia entre 1213 (corregente desde 1207) y 1223.

## Biografía
Nació en Tabajmela en una fecha imprecisa (1191 o 1194) y era hijo de la reina Tamara de Georgia y su segundo esposo el príncipe alano y rey consorte David Soslan. Fue proclamado corregente por su madre en 1207. Tenía como dominio principesco la región de Dzhavajetia (alrededor de Alastani) en el sureste del país, lo que le ganó el título dzhavajt' up'ali ("Señor de los Dzhavajetios"), sugerida por algunas monedas de plata hallada acuñadas a su nombre.
Jorge IV continuó la política de Tamar de fortalecer el estado feudal georgiano. Aplacó las revueltas de los estados vecinos musulmanes vasallos en la década de 1210, sucediendo a su madre tras su muerte en 1213. En 1214 dirigió una campaña contra el vasallo emirato de Ganya, que se negaba a pagar impuestos. Tras mantener correspondencia con el Papa Honorio III, comenzó entusiasmado los preparativos para una campaña contra Jerusalén para apoyar a los cruzados en 1220. Sin embargo, la llegada de los mongoles a la frontera georgiana hizo que se abandonara ese proyecto. La primera expedición mongola, bajo el mando de Jebe y Subotai, derrotó a dos ejércitos georgianos en 1221-1222 (batallas de Junan y Bərdə), tras lo que regresaron a rendir cuentas a Gengis Kan, dejando el país devastado. Los georgianos sufrieron grandes pérdidas y el rey fue gravemente herido. El rey se dirigió entonces a Bagaran, Armenia, para asegurar el matrimonio de su hermana con el Shirvanshah (o con el príncipe selyúcida de Rum Ghias ad-Din) y asegurar su sucesión. Jorge Lasha quedaría inválido y moriría prematuramente en Bagaran a los 31 años de edad, en 1223, siendo sucedido por su hermana Rusudán de Georgia.
Jorge era conocido como una persona de pensamientos liberales y encontró mucha crítica por parte de la sociedad feudal conservadora. Los nobles y el clero ortodoxo georgiano rechazaron a su mujer y no la reconocieron como reina, pues era plebeya. Finalmente, el rey tuvo que comprometerse y divorciarse de ella formalmente, pero se negó en lo sucesivo a volverse a casar.
Algunas fuentes medievales caracterizan a Jorge como un gobernante sabio y un guerrero valiente, mientras otras apuntan a su estilo de vida inmoral y su adicción al misticismo e incluso al sufismo. Su hijo bastardo David sería el futuro rey David VII Ulu. Jorge fue enterrado en el monasterio de Gelati, cerca de Kutaisi.
La muerte de Guiorgui es considerada el principio del fin de la Edad de Oro de Georgia.

## Jorge Lasha en las artes
Jorge IV es el protagonista de las novelas del escritor georgiano soviético Grigol Abashidze Lasharela y  La noche larga.